# Crema antiarrugas

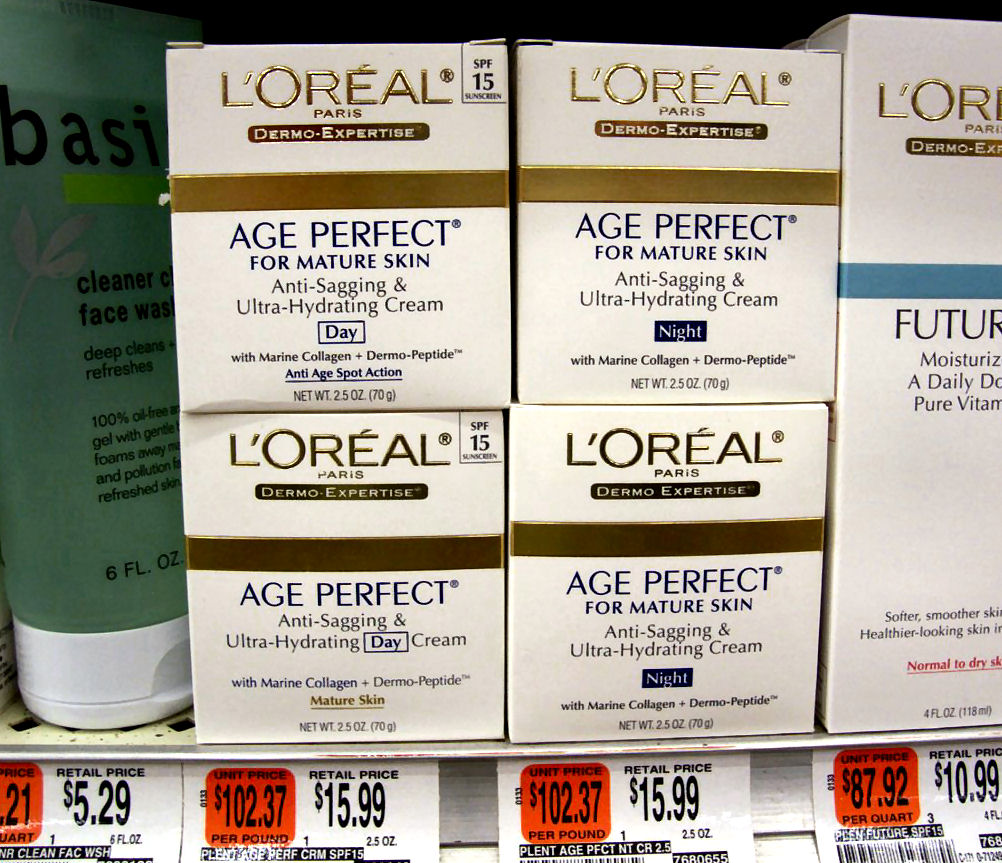
Crema antiarrugas

Las cremas antiarrugas son productos cosméticos hidratantes para el cuidado de la piel que se venden con la promesa de hacer que su usuario parezca más joven o de prevenir señales del envejecimiento de la piel. Estas señales son: laxitud (flaccidez), ritidosis (arrugas) y fotoenvejecimiento, el cual incluye eritema (enrojecimiento), despigmentación (decoloraciones marrones), elastosis solar (coloración amarilla), queratosis (crecimientos anormales) y cambios en la textura.
A pesar de su gran demanda, no se ha demostrado, en el caso de muchos de estos productos y tratamientos antiedad, que logren dar los resultados esperados. Un estudio indicó que el mejor resultado fue la reducción de arrugas en un 10 % tras 12 semanas, lo cual no se percibe a simple vista. Otro estudio concluyó que los hidratantes baratos eran igual de eficaces que las cremas antiarrugas más caras. Un estudio de 2009 de la Universidad de Mánchester, financiado por el fabricante de la crema, mostró que una mezcla de los ingredientes de la misma tuvo un efecto positivo tras seis meses de aplicación diaria, con base en una extrapolación comparativa de 12 meses, pero los métodos estadísticos de dicho estudio recibieron críticas.
Tradicionalmente, los anuncios de las cremas antiarrugas van dirigidos a las mujeres, pero cada vez hay más productos de este tipo también para los varones.

## Ingredientes
Las cremas antiarrugas suelen incluir entre sus ingredientes hidratantes convencionales. También contienen otros ingredientes que se supone que tienen propiedades antienvejecimiento, como:
- Retinoides (por ejemplo, palmitato de retinilo)ː en varias formulaciones se ha demostrado que ayuda a reducir los poros.[8]
- Factor de crecimiento epidérmicoː para estimular la renovación de la célula y la producción de colágeno en la piel y fortalecer la elasticidad y la estructura. En varias investigaciones se ha demostrado que ayuda a reducir las líneas de expresión, las arrugas y la flaccidez de la piel.[9] También tiene propiedades curativas (heridas y quemaduras) y propiedades de antiinflamatorio cuando se aplican en la piel.[10]
- Equol[11][12][13][14][11][15]
- Ácidos alfa hidroxilo (AHA) y ácidos beta hidroxilo u otras exfoliaciones químicasː ayudan a disolver el "pegamento" intracelular que controla las células muertas de la piel. El uso diario de este tipo de productos realza gradualmente la exfoliación de la epidermis, lo que expone células de piel más nueva y puede ayudar a mejorar el aspecto. Los AHA pueden irritar algunos tipos de piel y causar enrojecimiento y flaccidez.[cita requerida]
- Péptidos, como acetil hexapéptido-3 (Argireline), Matryxil y péptidos de cobre.
- Coenzima Q10
- Antioxidantes: sustancias que pueden proteger a las células contra el daño causado por las moléculas inestables conocidas como radicales libres.[16] Los estudios por ahora no son concluyentes, pero generalmente no proporcionan pruebas importantes de que los suplementos antioxidantes tienen efecto a favor de la salud y en contra del deterioro y las enfermedades (véase, por ejemplo, lo relacionado con el café y la cafeína).
- Protector solar: proporciona un nivel alto de protección contra los efectos de la radiación de los rayos ultravioleta UVA, entre los que se incluyen las arrugas.[17][18]
- Vitamina C[19]